# Saltstarr
Saltstarr (Carex vacillans) är en halvgräsart som beskrevs av Solomon Salomon Thomas Nicolai Drejer. Enligt Catalogue of Life ingår Saltstarr i släktet starrar och familjen halvgräs, men enligt Dyntaxa är tillhörigheten istället släktet starrar och familjen halvgräs. Enligt den svenska rödlistan är arten nära hotad i Sverige. Arten förekommer i Götaland. Artens livsmiljö är havsstränder, havet. Inga underarter finns listade i Catalogue of Life.